# .nz
.nz — в Інтернеті, національний домен верхнього рівня (ccTLD) для Нової Зеландії.

## Домени 2-го та 3-го рівнів
В цьому національному домені нараховується близько 11,200,000 вебсторінок (станом на січень 2007 року).
У наш час використовуються та приймають реєстрації доменів 3-го рівня такі доменні суфікси (відповідно, існують такі домени 2-го рівня):
| Суфікс  | Регламентовані користувачі                                            |
| .ac.nz  | Наукові та дослідницькі установи, коледжі, університети або інститути |
| .co.nz  | Комерційні установи, корпорації                                       |
| .mil.nz | Військові організації                                                 |
| .net.nz | Провайдери, організації, пов'язані з мережами                         |
| .org.nz | Неприбуткові, неурядові організації                                   |